# Izrael na Zimních olympijských hrách 2014
Izrael se účastnil ZOH 2014, měl zastoupení ve 3 sportech.

## Alpské lyžování
Virgile Vandeput
- měl nastoupit v obřím slalomu a slalomu, před rozjížďkou se ale náhle zranil a účast tak pro něj skončila.

## Krasobruslení
Alexei Bychenko
- jednotlivci 21. místo

Andrea Davidovich/Evgeni Krasnopolski
- taneční páry 15. místo

## Short track
Vladislav Bykanov
- 500 m 23. místo
- 1000 m 24. místo
- 1500 m 25. místo